# Область Хетпет

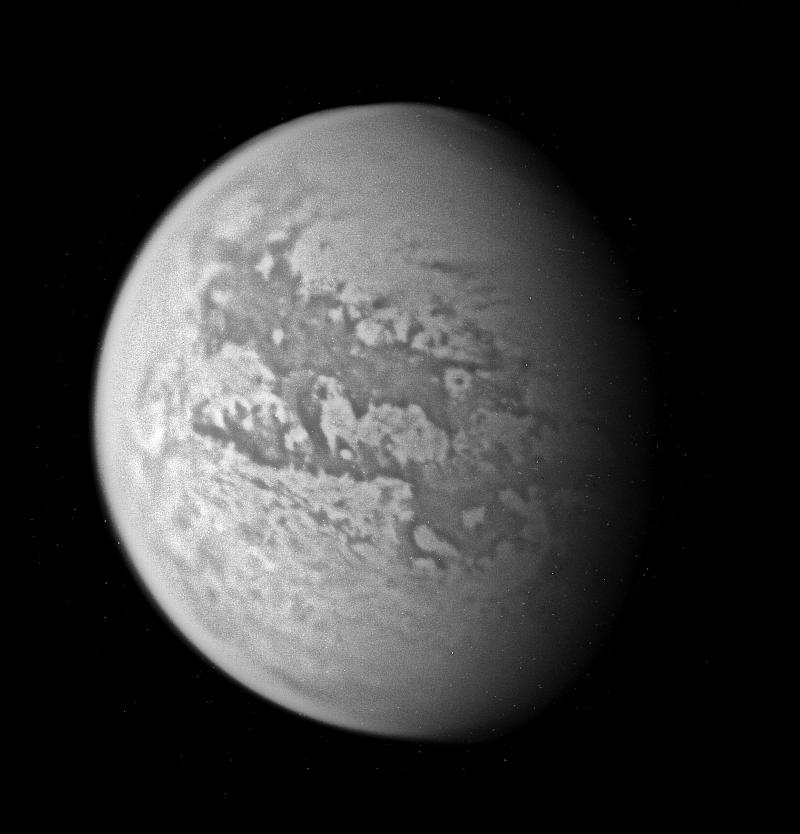
Инфракрасное изображение Титана

Хетпет (англ. Hetpet Regio) — обширная область, находящаяся на поверхности самого крупного спутника Сатурна — Титана, по координатам 22° ю. ш. 292° з. д. / 22° ю. ш. 292° з. д.. Находится между местностями Сенкао и Белет. Под термином область (регион) понимается обширная низменная территория, отличающаяся цветом и альбедо от смежных областей.
Максимальный размер структуры составляет 1080 км. Область Хетпет была обнаружена на радиолокационных снимках космического аппарата Кассини (во время стандартного пролёта около Титана). Название получило официальное утверждение в 2012 году.
Названа в честь Хетпет, египетских женщин являющихся олицетворением счастья.